# Contraband (Album)
Contraband ist das im Juni 2004 veröffentlichte Debütalbum der US-amerikanischen Hard-Rock-Supergroup Velvet Revolver. Es war in der Woche seiner Veröffentlichung mit mehr als 250.000 verkauften Einheiten das am schnellsten verkaufte Debütalbum in der Geschichte der amerikanischen Rockmusik.

## Hintergrund
Nach verschiedenen Solo-Aktivitäten der ehemaligen Mitglieder von Guns n’ Roses hatten sich Gitarrist Slash, Bassist Duff McKagan und Schlagzeuger Matt Sorum 2002 für einen gemeinsamen Auftritt bei einem Benefizkonzert wieder zusammengefunden. Nach der für sie positiven Erfahrung beschlossen sie, dass sie wieder gemeinsam Musik machen wollten und fragten bei Izzy Stradlin, der ebenfalls Mitglied bei Guns N’ Roses war, ob er Interesse an einer Zusammenarbeit habe. Nachdem Stradlin abgelehnt hatte, verpflichteten die drei im Oktober 2002 Dave Kushner als zweiten Gitarristen. Als Sänger konnte 2003 Scott Weiland gewonnen werden, der Sänger der damals aufgelösten Band Stone Temple Pilots war. Anschließend nannte sich die Gruppe Velvet Revolver. Die erste Veröffentlichung der Band war das Lied Set Me Free, das als Teil des Soundtracks zum Film Hulk erschien. Wenig später erschien Money, eine Coverversion des Pink-Floyd-Liedes, auf dem Soundtrack zum Film The Italian Job.

## Das Album
Contraband wurde in den NRG Studios und den Pulse Recording Studios aufgenommen. Zunächst wurde im Mai 2004 die Single Slither veröffentlicht und bescherte der Band erste Aufmerksamkeit, am 8. Juni folgte das Album, das innerhalb von drei Wochen den Spitzenplatz der Billboard 200 belegte. Das Album war Randy Castillo gewidmet. Die Widmung lautete: In Dedication to Randy Castillo (1950–2002). „We miss you brother“

## Rezeption
Das Album war erfolgreich: Es gelangte in der Woche seiner Veröffentlichung mit mehr als 250.000 verkauften Einheiten auf Platz eins der Billboard 200, außerdem belegte es den gleichen Platz in Kanada. In Deutschland wurde mit Platz sieben ebenfalls die Top Ten erreicht, in Großbritannien immerhin noch Platz 11 der Album-Charts. Contraband wurde in den USA am 12. Juli 2004 mit einer Goldenen Schallplatte ausgezeichnet, bereits am 26. Juli 2004 hatte es nach dem erfolgreichen Verkaufsstart Doppelplatin-Status erreicht. Am 4. August 2004 erhielt das Album eine weitere Platin-Auszeichnung.
Auch die veröffentlichten Singles konnten sich in den internationalen Charts etablieren. Fall to Pieces und Slither wurden in den USA ebenfalls mit Gold ausgezeichnet.
Die Reaktion der Medien war überwiegend positiv. Das deutsche Magazin Rock Hard schrieb zu Contraband:

„Velvet Revolver haben es tatsächlich geschafft, die großspurige Vorankündigung wahr werden zu lassen, das Beste aus beiden Welten zu verbinden und dennoch etwas Eigenständiges zu kreieren. Etliche Songs auf „Contraband“ lassen die bewegte Vergangenheit der beteiligten Musiker aufblitzen, was Gott sei Dank aber nie in verzweifelten Reanimierungsversuchen der eigenen Legende endet. Das Album ist ein zeitloses, brillantes Stück Rockmusik geworden, das es den Beteiligten locker ermöglicht, aus dem langen Schatten der eigenen Vergangenheit herauszutreten. Und eines dürfte sicher sein: Wenn Axl Rose diese Platte hört, kann er gar nicht so viel essen, wie er vor Wut kotzen wird...“

Der Musikjournalist Michael Rensen schlug in die gleiche Kerbe:

„Vom Pathos der Guns-N'-Roses-Ära ist wenig geblieben, Gitarrenpudel Slash tobt sich anno 2004 mit bewusst bodenständigen, absolut zeitlos produzierten Riffs und Licks aus, und seine Nebenleute stützen das knackige Geschrubbe mit einem enorm groovigen Rhythmus-Fundament. Ohne kommerzielle Hintergedanken wird lustbetont Vollgas gegeben und Weilands einfühlsame Gesangslinien machen aus dem Großteil der 13 Songs originelle Heavy-Hits, wie sie ein gewisser Axl Rose auf so hohem Niveau beim besten Willen nicht mehr auf die Kette bekommen dürfte...“

## Titelliste
1. 4:27 – Sucker Train Blues (Kushner, McKagan, Slash, Sorum, Weiland)
2. 3:55 – Do It for the Kids (Kushner, McKagan, Slash, Sorum, Weiland)
3. 4:25 – Big Machine (Kushner, McKagan, Slash, Sorum, Weiland)
4. 4:17 – Illegal i Song (Kushner, McKagan, Slash, Sorum, Weiland)
5. 3:41 – Spectacle (Kushner, McKagan, Slash, Sorum, Weiland)
6. 4:30 – Fall to Pieces (Kushner, McKagan, Slash, Sorum, Weiland)
7. 3:42 – Headspace (Kushner, McKagan, Slash, Sorum, Weiland)
8. 4:15 – Superhuman (Kushner, McKagan, Slash, Sorum, Weiland)
9. 4:07 – Set Me Free (Kushner, McKagan, Slash, Sorum, Weiland)
10. 5:35 – You Got No Right (Kushner, McKagan, Slash, Sorum, Weiland)
11. 4:08 – Slither (Kushner, McKagan, Slash, Sorum, Weiland)
12. 3:57 – Dirty Little Thing (Kushner, McKagan, Slash, Sorum, Weiland, Nelson)
13. 8:20 – Loving the Alien (Kushner, McKagan, Slash, Sorum, Weiland)

## Kommerzieller Erfolg

### Chartplatzierungen
| ChartsChartplatzierungen       | Höchstplatzierung | Wochen |
| ------------------------------ | ----------------- | ------ |
| Deutschland (GfK)              | 7 (15 Wo.)        | 15     |
| Österreich (Ö3)                | 15 (16 Wo.)       | 16     |
| Schweiz (IFPI)                 | 22 (10 Wo.)       | 10     |
| Vereinigte Staaten (Billboard) | 1 (51 Wo.)        | 51     |
| Vereinigtes Königreich (OCC)   | 11 (20 Wo.)       | 20     |

| ChartsJahrescharts (2004)      | Platzierung |
| ------------------------------ | ----------- |
| Vereinigte Staaten (Billboard) | 49          |

### Auszeichnungen für Musikverkäufe
| Land/Region                  | Auszeichnungen für Musikverkäufe (Land/Region, Auszeichnung, Verkäufe) | Verkäufe  |
| ---------------------------- | ---------------------------------------------------------------------- | --------- |
| Japan (RIAJ)                 | Gold                                                                   | 100.000   |
| Kanada (MC)                  | 2× Platin                                                              | 200.000   |
| Vereinigte Staaten (RIAA)    | 2× Platin                                                              | 2.000.000 |
| Vereinigtes Königreich (BPI) | Gold                                                                   | 100.000   |
| Insgesamt                    | 2× Gold · 4× Platin ·                                                  | 2.400.000 |